# John Hawkesworth
John Hawkesworth (c. 1715 – 16 de Novembro de 1773) foi um escritor inglês.

## Biografia
Sabe-se que foi funcionário de um advogado, tendo sido certamente educado. Em 1744, sucedeu a Samuel Johnson como compilador de debates parlamentares para a Gentleman's Magazine, e de 1746 a 1749 contibuiu com poemas assinados por Greville, ou H Greville, para essa publicação. Na companhia de Johnson e outros começou um periódico chamado The Adventurer, que teve 140 edições, das quais 70 foram escritos por Hawkesworth.
Por conta do que considerado como a sua defesa da moralidade e da religião, Hawkesworth foi agraciado pelo arcebispo de Canterbury com o grau de LL.D. Em 1754-1755 publicou uma edição (12 volumess) dos trabalhos de Swift, com uma vida prefixa que Johnson elogiou em Lives of the Poets. Uma edição maior (27 volumes) apareceu em 1766-1779. Adaptou Amphitryon de Dryden para o palco de Drury Lane em 1756, e Oronooko de Southerne em 1759. Escreveu o libretto de um oratório Zimri em 1760, e no ano seguinte foi apresentado Drury Lane Edgar and Emmeline: a Fairy Tale . O seu Almoran and Hamet (1761) foi primeiro rascunhado como uma peça de teatro,[carece de fontes?] e uma tragédia baseada neste por S J Pratt, The Fair Circassian (1781), conheceu algum sucesso
Foi contratado pelo Admiralty para editar as notas do Capitão James Cook relativas à sua primeira viagem. Para este trabalho, An Account of the Voyages undertaken ... for making discoveries in the Southern Hemisphere and performed by Commodore Byrone John Byron, Captain Wallis, Captain Carteret and Captain Cook (from 1702 to 1771) drawn up from the Journals ... (3 vols, 1773) diz-se que Hawkesworth recebeu dos editores a quantia de 6000£. Contudo, as suas descrições das maneiras e costumes dos Mares do Sul foram descritas pelos críticos como sendo inexactas e ofensivas aos interesses da moral,[carece de fontes?] e acredita-se que a gravidade destas críticas apressou a sua morte. Foi enterrado na igreja paroquial em Bromley, Kent, onde ele e a sua esposa tinham uma escola.
Hawkesworth era um imitador de Johnson quer no estilo quer no pensamento, dando-se ao mesmo tempo muito bem com ele. Diz-se que presumiu o seu sucesso, tendo perdido a amizade de Johnson em 1756.